# Letovišče Tokio Disney
Letovišče Tokio Disney je zabaviščni, rekreacijsko-turistični kompleks, ki se nahaja v kraju Uraja v prefekturi Čiba vzhodno od japonskega Tokia. Letovišče je v lasti japonskega podjetja The Oriental Land Company, ki je za ta park odkupil pravice od The Walt Disney Company. Letovišče so odprli 15. aprila 1983, vendar samo kot posamičen tematski park Disneyland Tokio. Kasneje je bilo razširjeno v letovišče z dvema tematskima parkoma, dvema Disneyevima hoteloma in nakupovalnim središčem. Park in letovišče Disneyland je bilo prvo, ki so ga odprli izven ZDA.
Letovišče Tokio Disney je razdeljeno na tri glavne dele: Disneyland Tokio, DisneySea Tokio  in Ikspiari, ki je podobna nakupovalnemu, gostinskem in zabavnem središču Downtown Disney v Kaliforniji in Floridi. Ima pa tudi trgovino Bon Voyage!, ki je uradna trgonia za Disneyve izdelke l tokijskem letovišču. Oktobra 2008 je letovišče odprlo nov teater kjer domuje original gledališka skupina Cirque du Soleil, imenovana »ZED«.
Kot ostala Disneyeva letovišča ima tudi Tokio Disney številne hotele. Njegovi uradni hoteli Tokyo DisneySea Hotel MiraCosta (zgradba v kateri je vhod DisneySea Tokio) in Disney Ambassador Hotel sta najdražja, saj nudita najboljši razgled na park in, mnogi bi temu oporekali, najbolj kompletna Disney izkušnja. Tretji Disneyev hotel imenovan Tokio Disneyland Hotel so odprli julija 2008. Stoji pa na parkirišču pred postajo Tokyo Disneyland Station.
Tam je še šest drugih hotelov lociranih na posest letovišča Tokio Disney. Vendar pa ti ne spadajo pod blagovno znamko Disneyevih hotelov in so v lasti drugih podjetij, podobno kot hoteli 'Hotel Plaza Boulevard' v Walt Disney Worldu.
Vsa infrastruktura, dežele, objekti so povezani z enotirno železnico Disney Resort Line.
Letovišče Tokio Disney vodi direktor Toshio Kagami, ki je hkrati generalni sekretar podjetja Oriental Land Company.

## Posest letovišča
- Disneyland Tokio – prvi zabaviščni park zgrajen zgrajen v letovišču. Disneyland Tokio je narejen po sestrkih parkih v Anaheimi, Kalifornija in v Lake Buena Vista, Florida.
- DisneySea Tokio – vodni tematski park ki temelji na navtičnih raziskovanjih in pustolovščini, ki so ga odprliSeptember 4, 2001.
- Ikspiari – podobno Downtown Disney in Disney Village, trgovski komplex
- Bon Voyage! – uradna trgovina specializirana za Disneyeve izdelke.